# Ephestris melaxantha
Ephestris melaxantha är en fjärilsart som beskrevs av Jacob Hübner 1809. Ephestris melaxantha ingår i släktet Ephestris och familjen björnspinnare. Inga underarter finns listade i Catalogue of Life.